# Anciens Établissements Cail
Pour un article plus général, voir Fives (entreprise).

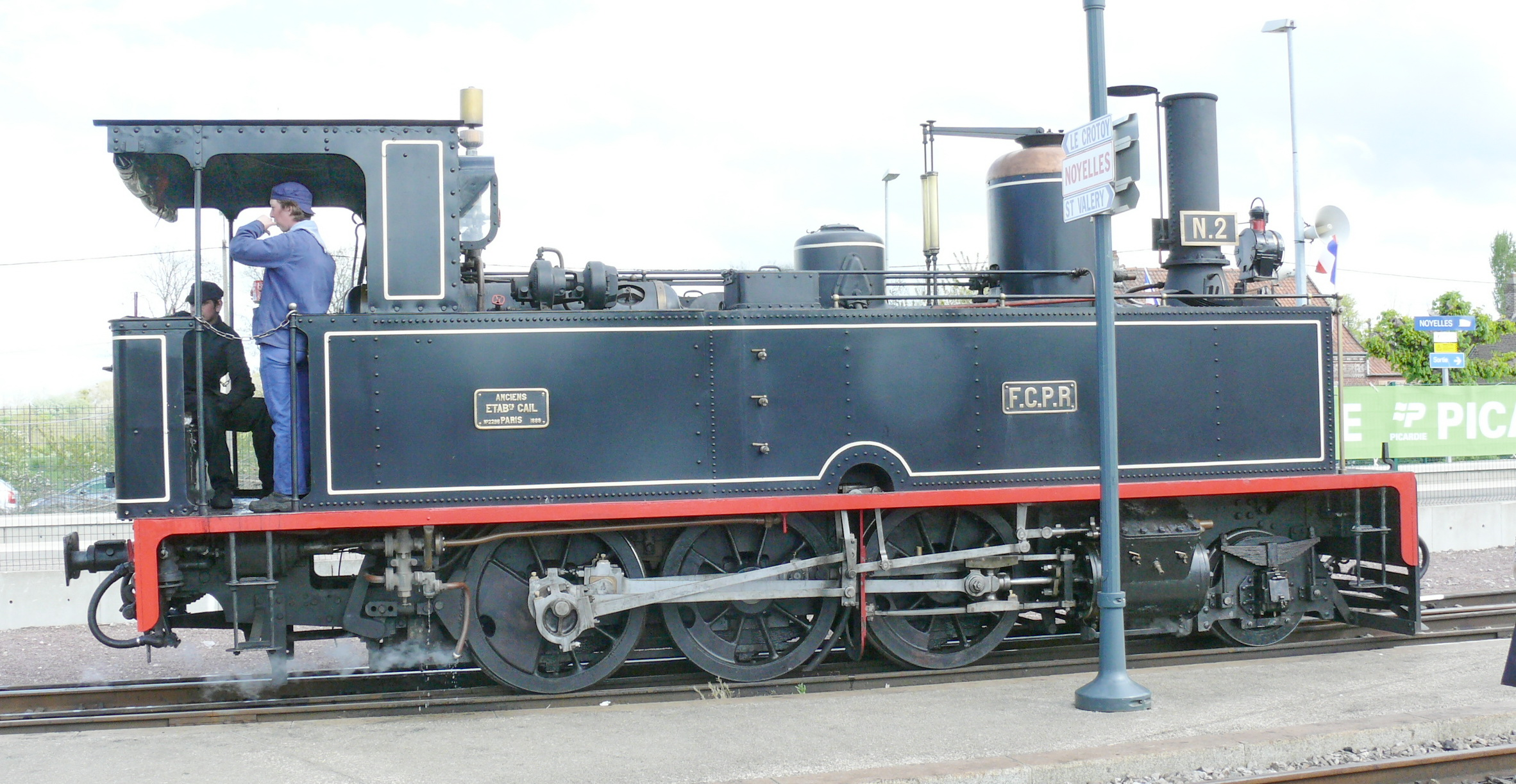
Locomotive construite par les Anciens Établissements Cail en 1889 et préservée au CFBS

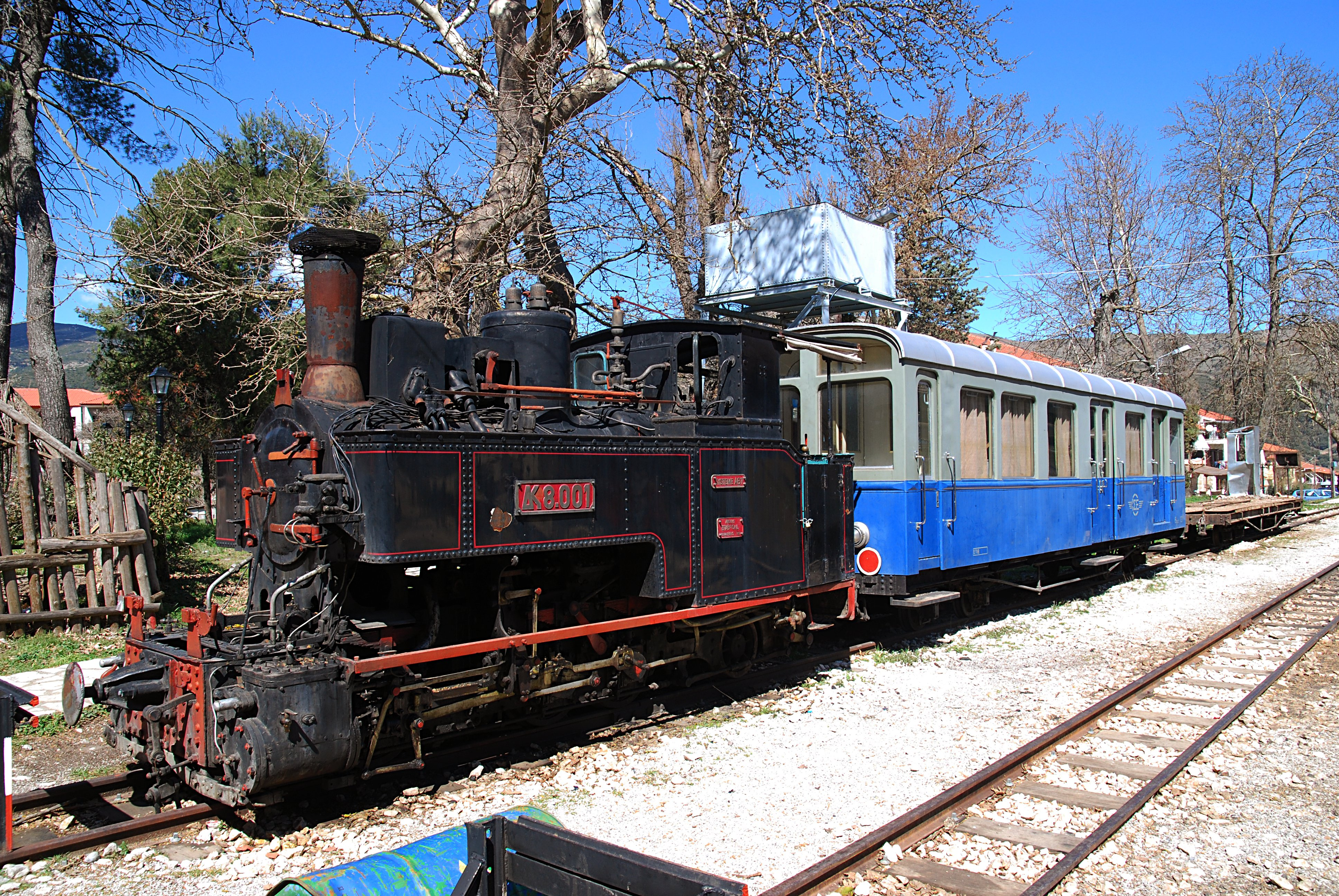
Locomotive vendue par les Anciens Établissements Cail en 1893 en Grèce et toujours en service

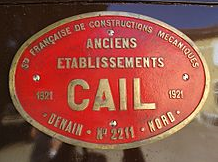
Anciens Établissements Cail

La Société Anonyme des Anciens Établissements Cail est une société industrielle française de constructions mécaniques, créée en 1883 et disparue en 1898, ayant pour activité la construction de matériel notamment la construction de locomotives à vapeur.

## Historique
La Société Anonyme des Anciens Établissements Cail est créée en 1883 avec un capital de 20 000 francs.  
Elle succède à la Société J.F Cail & Cie alors en liquidation qui fabriquait des locomotives (2 360 entre 1845 et 1889 dont la fameuse Crampton) et aussi des ponts comme le pont d'Arcole, mais aussi l’ascenseur du troisième étage de la tour Eiffel, le théâtre des Bouffes-du-Nord, la charpente métallique de la gare du Musée d'Orsay, etc.
Plusieurs banques participent alors à sa constitution: 
- Le Crédit lyonnais
- la Banque de Paris et des Pays-Bas
- le Comptoir national d'escompte de Paris

Le 9 janvier 1890 est constituée une nouvelle Société Anonyme des Anciens Établissements Cail, avec un capital réduit à 10 millions de francs réparti en 20 000 actions de 500 francs. Son siège social se trouve à Paris, 16 rue de Grenelle. Le personnel est de 600 ouvriers.
Elle est remplacée par la Société française de constructions mécaniques en 1898.

## Production
La production s'effectue à Paris à Grenelle sur les bords de la Seine et à Denain dans le Nord.

## Matériel produit
Matériel d'artillerie, câbles, torpilleurs, matériel ferroviaire, matériel de sucrerie.